# Качоровская, Алёна Александровна
Алёна Александровна Качоровская (10 января 1990 года) — российская дзюдоистка и самбистка, чемпионка и призёр чемпионатов России по дзюдо, призёр чемпионатов России по самбо, серебряный призёр чемпионата Европы по самбо, серебряный призёр Универсиады по дзюдо, мастер спорта международного класса по дзюдо и мастер спорта России по самбо.

## Карьера
Тренируется в городе Волжский (Волгоградская область), личные тренеры — Опара А. И. и Стеганцев Ю. В. Занимается дзюдо, самбо и армрестлингом.

## Спортивные результаты

### Самбо
- Юниорское первенство Европы 2007 года — [1];
- Чемпионат России по самбо среди женщин 2007 года — ;
- Чемпионат России по самбо среди женщин 2008 года — ;
- Чемпионат России по самбо среди женщин 2009 года — ;
- Чемпионат Европы по самбо 2009 года — ;

### Дзюдо
- Чемпионат мира среди профсоюзов 2007 года — ;
- Чемпионат России по дзюдо 2008 года — ;
- Чемпионат России по дзюдо 2009 года — ;
- Чемпионат России по дзюдо 2012 года — ;
- Чемпионат России по дзюдо 2013 года — [2];
- Чемпионат России по дзюдо 2015 года — ;
- Чемпионат России по дзюдо 2018 года — ;